# PKIB
PKIB (англ. CAMP-dependent protein kinase inhibitor beta) – білок, який кодується однойменним геном, розташованим у людей на короткому плечі 6-ї хромосоми. Довжина поліпептидного ланцюга білка становить 78 амінокислот, а молекулярна маса — 8 468.
| 10         |  | 20         |  | 30         |  | 40         |  | 50         |
| ---------- |  | ---------- |  | ---------- |  | ---------- |  | ---------- |
| MRTDSSKMTD |  | VESGVANFAS |  | SARAGRRNAL |  | PDIQSSAATD |  | GTSDLPLKLE |
| ALSVKEDAKE |  | KDEKTTQDQL |  | EKPQNEEK   |  |            |  |            |

A: Аланін

D: Аспарагінова кислота

E: Глутамінова кислота

F: Фенілаланін

G: Гліцин

I: Ізолейцин

K: Лізин

L: Лейцин

M: Метіонін

N: Аспарагін

P: Пролін

Q: Глутамін

R: Аргінін

S: Серин

T: Треонін

Задіяний у такому біологічному процесі, як альтернативний сплайсинг. 